# Дровер, Шон
Шон Дровер (родился 5 мая 1966 года) — канадский барабанщик, известный по выступлениям в группe Megadeth . Играть на барабанах начал в 13 лет. В 1993 году он основал пауэр-метал группу Eidolon вместе со своим младшим братом Гленом. Он пользуется тарелками Sabian и барабанами Yamaha. Сейчас является барабанщиком и сооснователем группы Act of Defiance.

## Карьера
За пять дней до тура «Blackmail The Universe Tour» в октябре 2004 года Дровер заменил ударника американской треш-метал-группы Megadeth Ника Менцу, который не успел набрать оптимальной физической формы для проведения полного концертного тура по стране.
Помимо ударных, Шон умеет играть на гитаре. Он играл на ней во время концерта в Японии 3 апреля 2005 года, а в рамках шоу «Gigantour» в Торонто 3 сентября 2005 года он встал на место третьего гитариста группы, а за ударные сел Майк Портной из Dream Theater. У Дровера есть одна сольная песня собственного сочинения.
На следующую ночь после того, как стало известно, что его брат, Глен Дровер уходит из Megadeth, Шон предложил Дэйву Мастейну на вакантное место Криса Бродерика. Он показал видео, где тот играет на электро- и акустической гитаре. Видео презентация произвела на Дэйва определённое впечатление, и вскоре появилось официальное заявление о том, что Крис Бродерик вошёл в состав группы.
Дровер, в отличие от большинства современных барабанщиков не скрещивает руки при игре на ударной установке. Эта техника называется «открытая постановка». Шон — левша.
В последнее время на форумах официального сайта Megadeth Шон стал объектом различных небылиц, аналогичных фактам о Чаке Норрисе. Например: «Шон Довер может убить два камня одной птицей» или «Однажды в аэропорту Шон Довер двинул голенью… Никто не выжил».
После десяти лет в Megadeth, Дровер объявил о своем уходе из группы 25 ноября 2014 года.
После ухода из Megadeth, он вместе с коллегой по Megadeth, Крисом Бродериком основал группу Act of Defiance

## Личная жизнь
В настоящее время Шон Дровер проживает в Кеннесоу (штат Джорджия) со своей женой Джоди, дочерью Алексой, сыном Райаном и приемной дочерью Ханной.

## Группы
- Eidolon (с 1993 — по 2007 год)
- Megadeth (с 2004 года — по 2014 год[1])
- Act of Defiance[2] (2014 — наст. время)
- Withering Scorn[3] (2023 — наст. время)

## Дискография

### Eidolon
- Sacred Shrine (1993)
- Zero Hour (1996)
- Seven Spirits (1997)
- Nightmare World (2000)
- Hallowed Apparition (2001)
- Coma Nation (2002)
- Apostles Of Defiance (2003)
- The Parallel Otherworld (2006)

### Megadeth
- Arsenal of Megadeth (2006)
- That One Night: Live in Buenos Aires (2007)
- United Abominations (2007)
- Endgame (2009)
- Blood in the Water: Live in San Diego (2010)
- Rust in Peace Live (2010)
- TH1RT3EN (2011)
- Super Collider (2013)

### Act of Defiance
- Birth and the Burial (2015)
- Old Scars, New Wounds (2017)